# Robert Tools
Robert Tools (31. července 1942 – 30. listopadu 2001) byl první člověk na světě, který nosil v hrudi soběstačné umělé srdce. 
Samotná operace proběhla 2. července 2001. Žil dalších 151 dní bez organického živého srdce. Dr. Joseph Fredi z nemocnice Svatého Tomáše v Nashville byl duchovním otcem projektu. Šlo o průlomové použití bioniky v praxi.